# Witold Manastyrski
Witold Antonowycz Manastyrski (ukr. Вітольд Антонович Манастирський; ur. 11 stycznia 1911 we Lwowie, zm. 23 czerwca 1992 we Lwowie) – ukraiński malarz, grafik i pedagog, Ludowy Artysta Ukraińskiej SRR (1990), Zasłużony Artysta Ukraińskiej SRR (1975)
Jego pierwszym nauczycielem malarstwa był ojciec, Anton Manastyrski, Ludowy Artysta USRR. W latach 1929–1934 uczył się we lwowskiej szkole plastycznej, następnie studiował w Akademii Sztuk Pięknych w Warszawie (1935-1939). W 1937 za obraz Odpoczynek na trawie został nagrodzony wyjazdem na wystawę przemysłowo-artystyczną w Paryżu. Od 1939 do 1948 był nauczycielem rysunku i malarstwa w lowskliej szkole przemysłu artystycznego. Od 1947 pracował także w katedrze rysunku Lwowskiego Instytutu Sztuki Stosowanej i Dekoracyjnej. W 1954 został jej docentem, a w 1968 - profesorem. W 1974 objął kierownictwo katedry. Kilkakrotnie był wybieranu członkiem zarządu głównego Związku Artystów Ukraińskiej SRR, do którego należał od 1944. Wystawy jego prac odbyły się w 1965 we Lwowie i w 1966 w Kijowie. Jest pochowany na Cmentarzu Łyczakowskim we Lwowie.
W twórczości inspirował się postimpresjonizmem. Malował pejzaże i sceny rodzajowe z Podkarpacia, portrety i martwe natury. To jego najbardziej znanych prac należą: portret ojca (1949), Lehiń (1949), Hurtok huculskich narodnych muzyk (1951), Pejzaż z Kryworiwny (1956), Majsternia chudożnyka (1956), Huculśkyj natiurmort (1957), Werchowynka (1960), Dołyna Biłoj Tysy (1961) i Wesna na okołyci Lwowa (1962).